# Красный Холм (Ленинградская область)
Красный Холм (до 1948 года Конккала, фин. Konkkala) — посёлок в Каменногорском городском поселении Выборгского района Ленинградской области.

## Название
Зимой 1948 года деревне Конккала было присвоено наименование Красный Холм. Выбор был обусловлен «географическими условиями».

## История

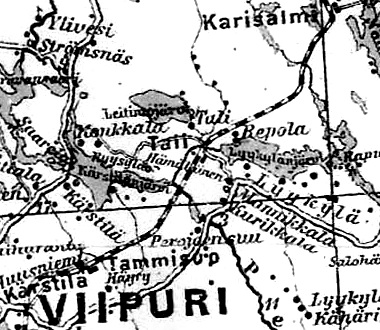
Деревня Конккала на финской карте 1923 года

До 1939 года деревня Конккала входила в состав Выборгского сельского округа Выборгской губернии Финляндской республики.
С 1 января 1940 года — в составе Карело-Финской ССР.
С 1 июля 1941 года по 31 мая 1944 года финская оккупация.
С 1 ноября 1944 года — в составе Пиртинского сельсовета Выборгского района.
С 1 октября 1948 года — в составе Комсомольского сельсовета.
С 1 января 1949 года учитывается административными данными, как деревня Красный Холм. В ходе укрупнения хозяйства к деревне было присоединено соседнее селение Саарела.
В 1958 году население деревни составляло 165 человек.
По данным 1966 и 1973 годов посёлок Красный Холм входил в состав Комсомольского сельсовета.
По данным 1990 года посёлок Красный Холм входил в состав Возрожденского сельсовета.
В 1997 году в посёлке Красный Холм Возрожденской волости проживали 310 человек, в 2002 году — 175 человек (русские — 94 %).
В 2007 году в посёлке Красный Холм Каменногорского ГП проживали 148 человек, в 2010 году — 316 человек.

## География
Посёлок расположен в северной части района на автодорогах А181 (часть E 18) «Скандинавия» (Санкт-Петербург — Выборг — граница с Финляндией) и 41К-441 (подъезд к пос. Красный Холм).
Расстояние до административного центра поселения — 23 км.
Ближайший остановочный пункт — железнодорожная платформа Пальцево. Расстояние до железнодорожной станции Выборг — 8 км.
Посёлок находится на восточном и западном берегах озера Краснохолмское.

## Демография
| 2007 | 2010 | 2017 | 2021 |
| ---- | ---- | ---- | ---- |
| 148  | ↗316 | ↘191 | ↗257 |

## Улицы
Берёзовая, Береговая, Выборгская, Зелёный проезд, Изогнутая, Изумрудная, Кипрейная, Краснохолмская, Лазурная, Лесная, Озёрная, Санаторная, Сиреневая, Спортивная, Усадебная.

## Достопримечательности
В посёлке находится санаторий «Выборг-3», основанный в 1911 году как санаторий «Конккала». Лечебный корпус (архитектор К. А. Гюльден), фундаменты построек, скульптуры львов и парк санатория являются выявленными объектами культурного наследия.